# L'Ordre naturel et essentiel des sociétés politiques

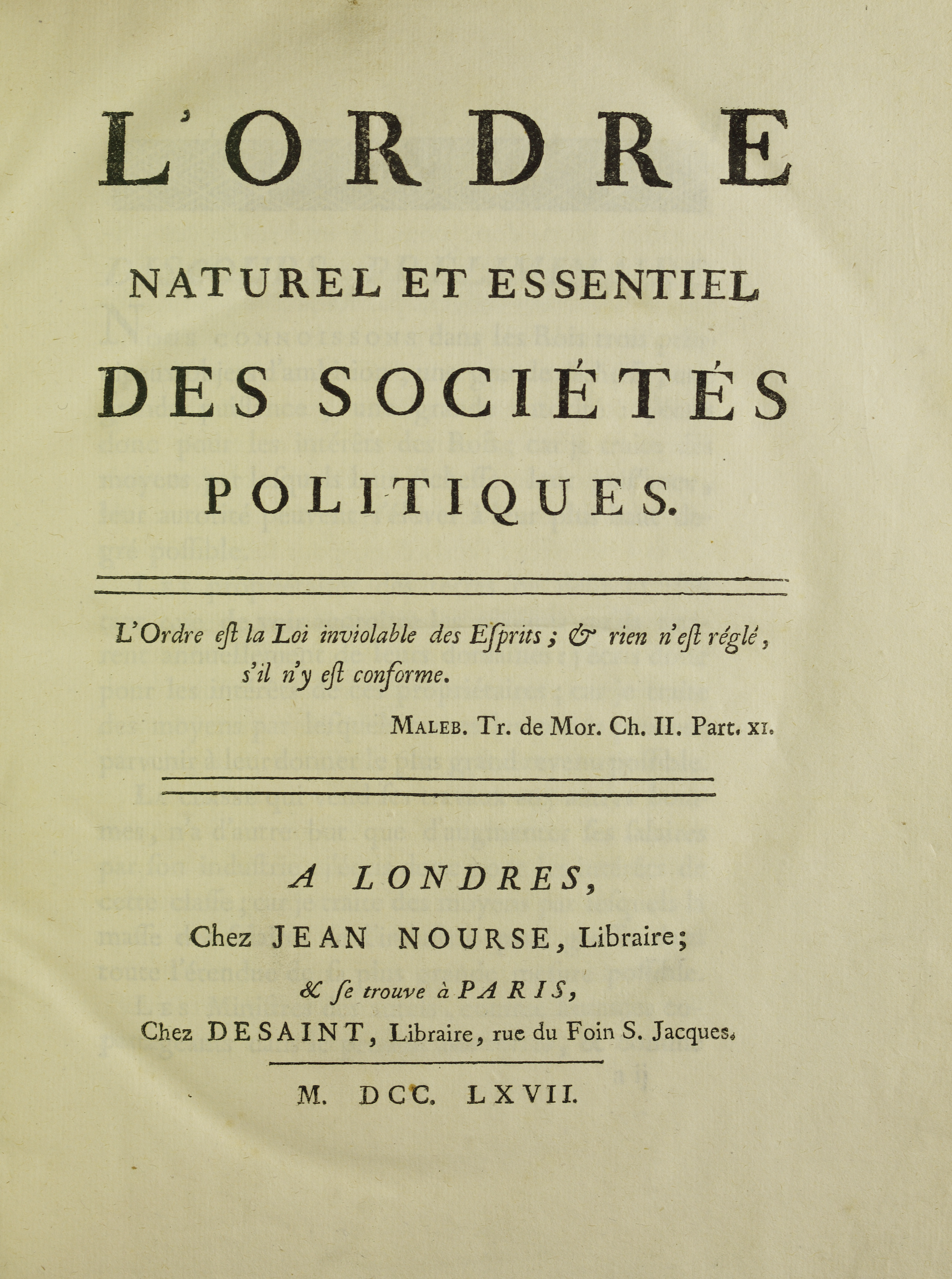
Couverture de L'ordre naturel et essentiel des sociétés politiques.

L'Ordre naturel et essentiel des sociétés politiques est un ouvrage majeur du mouvement physiocratique publié en 1767 par Pierre-Paul Lemercier de la Rivière. 

## Contenu
L'ordre naturel et essentiel des sociétés politiques est composé de quarante-quatre chapitres. Lemercier de la Rivière développe les théories politiques, juridiques et économiques de la physiocratie. L'auteur y expose sa doctrine du despotisme légal et argumente en faveur de la liberté du commerce, de la productivité exclusive de l'agriculture ou encore de la mise en place d'un impôt unique sur les terres.
La Rivière considère que l'homme est par nature fait pour vivre en société, et que l'ordre social est le seul où il peut trouver le bonheur, fin de toutes ses activités. 

## Réception
Dès sa sortie, l'ouvrage connaît un remarquable succès et 3 000 exemplaires sont vendus en France et en Europe[réf. souhaitée]. 
Le livre est lu par de nombreux princes étrangers comme le margrave Charles-Frédéric de Bade. En Suède, la lecture de cette œuvre marque profondément le futur roi Gustave III et constitue une des principales sources d'inspiration de son coup d'État d'août 1772,. Catherine II de Russie invite Lemercier en Russie pour qu'il la conseille juridiquement,.
Denis Diderot approuve le livre à sa sortie et en fait une critique élogieuse. Il écrit que « tous les écrits, toutes les conversations, toutes les lectures m'avoient tellement embrouillé la tête sur les questions d'économie et de politique [...] Voilà le premier qui m'ait éclairé, qui m'ait instruit, qui m'ait convaincu ».
Le marquis de Mirabeau apprécie le livre et l'envoie à Jean-Jacques Rousseau. Ce dernier se montre très critique à son égard, et prie Mirabeau de ne plus lui parler du concept de despotisme légal avancé par Lemercier de la Rivière, qu'il considère oxymorique.
L'économiste Léon Walras considérera l'ouvrage comme une des œuvres phares de l'école des physiocrates.
À l'inverse, le texte met Voltaire « de mauvaise humeur ». En réponse, il écrit L’Homme aux quarante écus.

## Éditions successives[8]
- 1767 : L’Ordre naturel et essentiel des sociétés politiques, Paris et Londres, Desaint et Nourse, 1767, VIII-511 p. lire en ligne sur Gallica
- 1767 : L’Ordre naturel et essentiel des sociétés politiques, deux volumes, Londres et Paris, J. Nourse et Desaint, 1767, XVI-353 et 547 p.
- 1910 : L’Ordre naturel et essentiel des sociétés politiques, avec une Notice d’Edgar Depitre, deux volumes, Paris, Paul Geuthner, 1910, XXXVII-VIII-145 et 146 à 405 p.
- 2001 : L’Ordre naturel et essentiel des sociétés politiques, édition dirigée par Francine Markovits, collection « Corpus des œuvres de philosophie en langue française, Paris, Fayard, 2001, 536 p.
- 2017 : L’ordre naturel et essentiel des sociétés politiques. Œuvre doctrinale (1767). Édition du 250e anniversaire, avec notes et variantes, accompagnée de documents relatifs aux éditions antérieures, éditeurs scientifiques : Bernard Herencia et Béatrice Pérez, Genève, Éditions Slatkine, 2017, 538 p.

## Traductions en langues étrangères[8]
Traductions en castillan :
- 1820 : El orden natural y esencial de las sociedades políticas [L’Ordre naturel et essentiel des sociétés politiques], traducido con notas por Justo Linda Calle y Zocrar, 2 v., Valencia, Benito Monfort, 1820, XVI-364 et 544 p.
- 1823 : El orden natural y esencial de las sociedades politicas [L’Ordre naturel et essentiel des sociétés politiques], traducido con notas por D. Justo Linda Calle y Zocrar, 2 v., Valencia, Oficina de B. Monfort, 1823, XVI-365 et 546 p.
- 1967 : El orden natural y esencial de las sociedades políticas [ nouvelle traduction intégrale du chapitre XXVII et partielle du chapitre XLIV en espagnol de L’Ordre naturel et essentiel des sociétés politiques],  dans  Rosa Cusminsky de Cendrero (dir.), Los fisiocratas: Quesnay, Dupont de Nemours, Mirabeau y otros, Buenos Aires, Centro Editor de America Latina, « Letra firme », 1967, 279 p., pp. 173-217.
- 1991 : El orden natural y esencial de las sociedades políticas [ nouvelle traduction intégrale du chapitre XXVII et partielle du chapitre XLIV en espagnol de L’Ordre naturel et essentiel des sociétés politiques],  dans  Rosa Cusminsky de Cendrero (dir), Los fisiocratas: Quesnay, Dupont de Nemours, Mirabeau y otros, Buenos Aires, Centro Editor de America Latina, « Los Fundamentos de las Ciencias del Hombre », 1991, 279 p., pp. 173-217.

Traduction en italien :
- 1850 : L’ordine naturale ed essenziale delle societa` politiche [traduction italienne des chapitres XXVII à XLIV de L’Ordre naturel et essentiel des sociétés politiques], dans Francesco Ferrara, Biblioteca dell’economista., Serie I, Fisiocrati, Torino, Gugini Pombae, 1850, XCII, 863 p., pp. 141-276.